# Mozart (Familie)

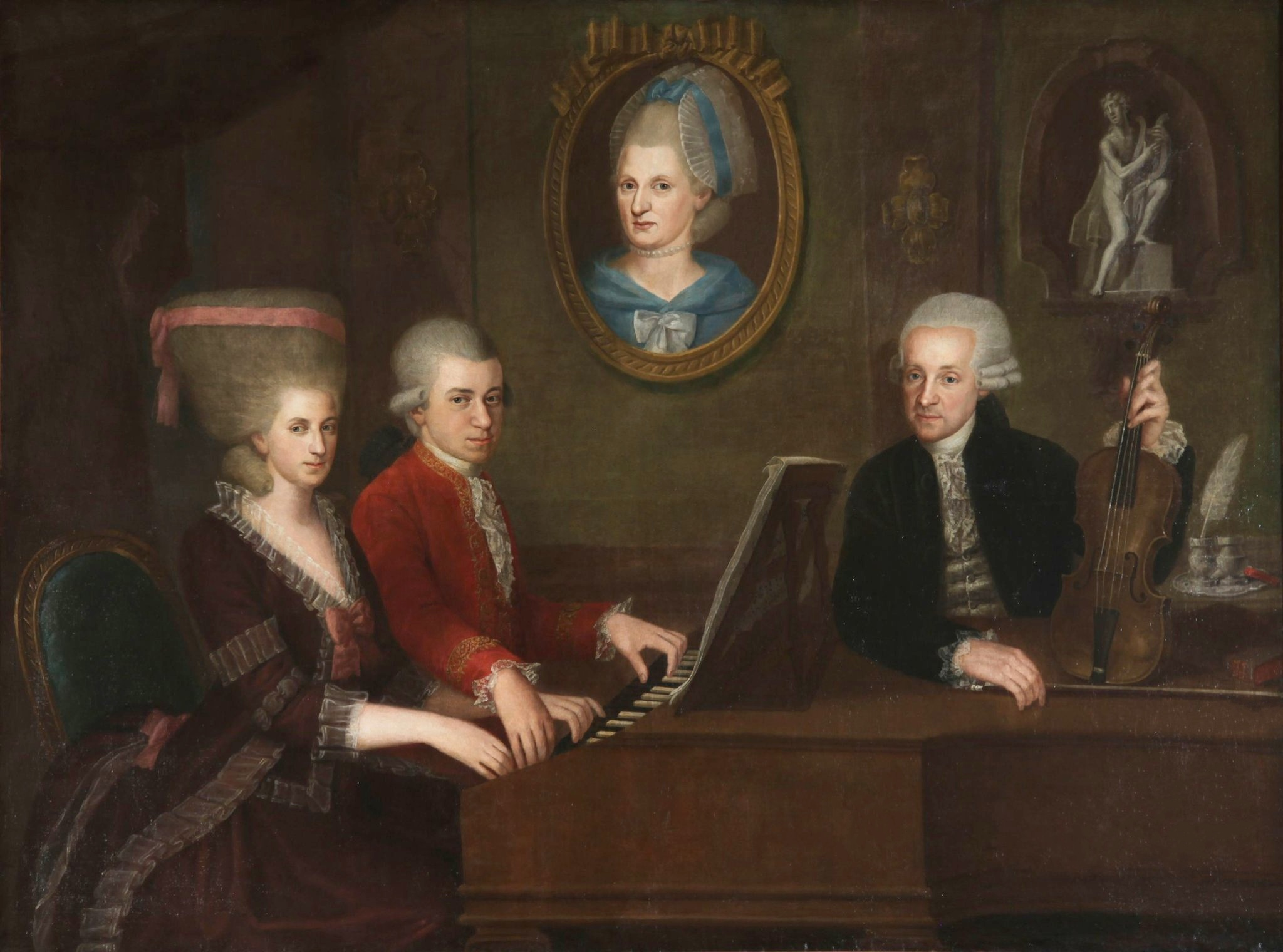
Rechts Leopold Mozart mit der Geige. Links am Klavier Wolfgang Amadeus Mozart und seine Schwester Maria Anna. Im Hintergrund letzterer beiden Mutter. Gemalt von Johann Nepomuk della Croce.

Mozart ist ein deutscher Name, der seit etwa 1321 in Schwaben, der Gegend zwischen Lech, Donau und Allgäu nachweisbar ist. Die ursprüngliche Schreibweise ist Moſzhart und bedeutet entweder schmutziger Mensch oder sumpfiges Gehölz, je nach Übersetzung des Begriffs Hardt bzw. Hart. Das Wort Hardt kommt bis heute in vielen Dorfnamen nahe Augsburg vor, Hart ist noch weiter verbreitet.

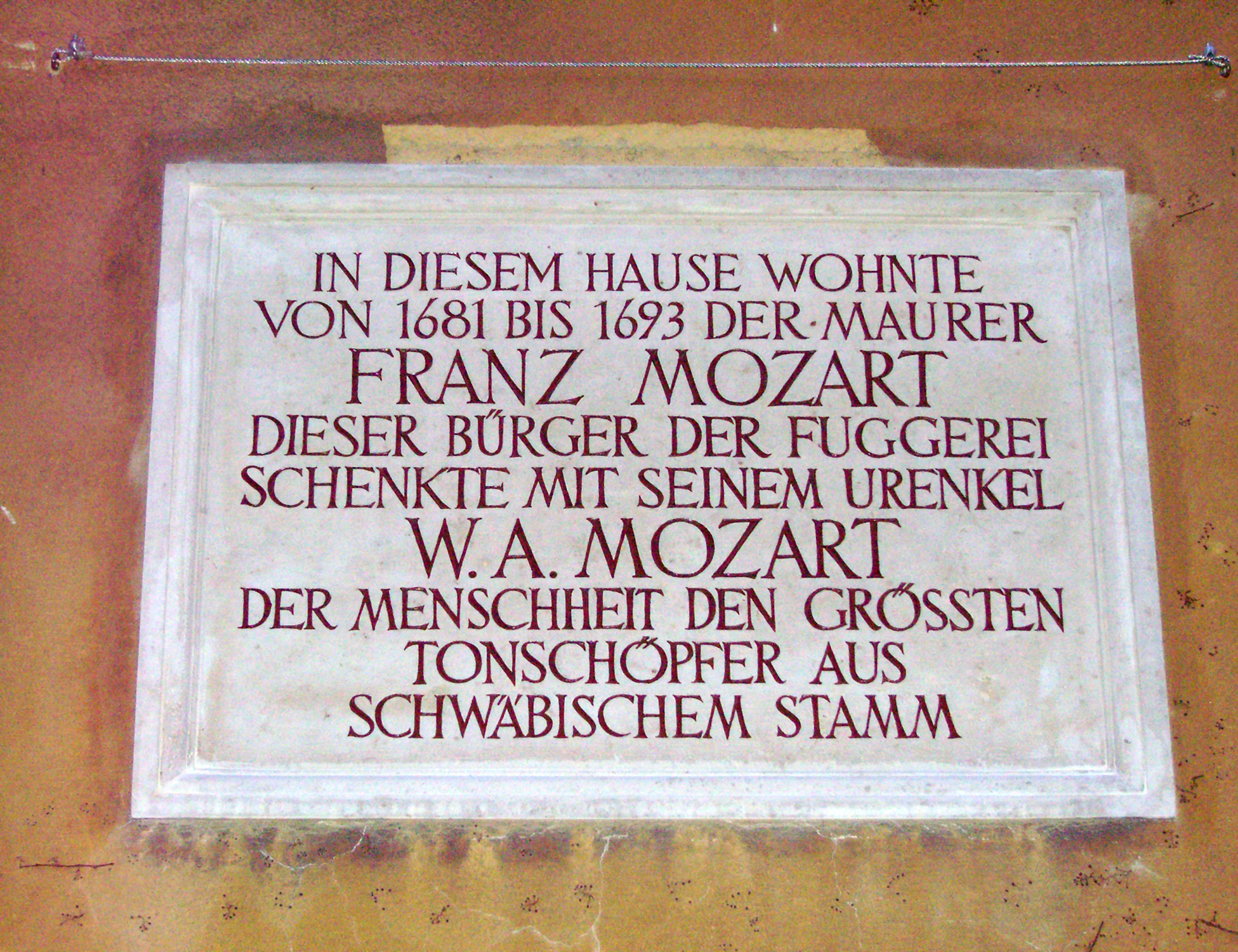
Gedenktafel an Franz Mozart (Urgroßvater von Wolfgang Amadeus Mozart) in der Fuggerei, Augsburg

Aus dieser Gegend stammt auch eine Familie von Kunsthandwerkern und Musikern dieses Namens; ihr entstammt Wolfgang Amadeus Mozart.

## Vorfahren
Mozarts Vorfahren stammten aus Schwaben. Sein ältester bekannter Vorfahre, der Zimmermann Hans Motzhart (* vor 1506; † nach 1567) stammt angeblich aus dem heute zu Fischach gehörendem Weiler Heimberg. Dies lässt sich daraus schließen, dass er und seine Nachkommen den Beinamen „der Heimberger“ trugen. Sein Vater soll der 1487 in Heimberg erwähnte Ändris Motzhart sein. 1506 wurde Hans Motzhart in Leitershofen erstmals urkundlich erwähnt. 1515 erwarb er vom Kloster Kaisheim eine zinspflichtige Sölde, die er und seine Nachkommen bewirtschafteten. Daraus ergibt sich folgende Abstammung:
1. Ändris Motzhart (erwähnt 1487)
  1. Hans Motzhart (vor 1506–nach 1567), Söldner in Leitershofen
    1. Leonhard Motzhart, Söldner in Leitershofen[1]
      1. Peter Motzhart, Söldner in Leitershofen[2]
      2. Jerg Motzhart (vor 1570–nach 1608), Dorfrichter

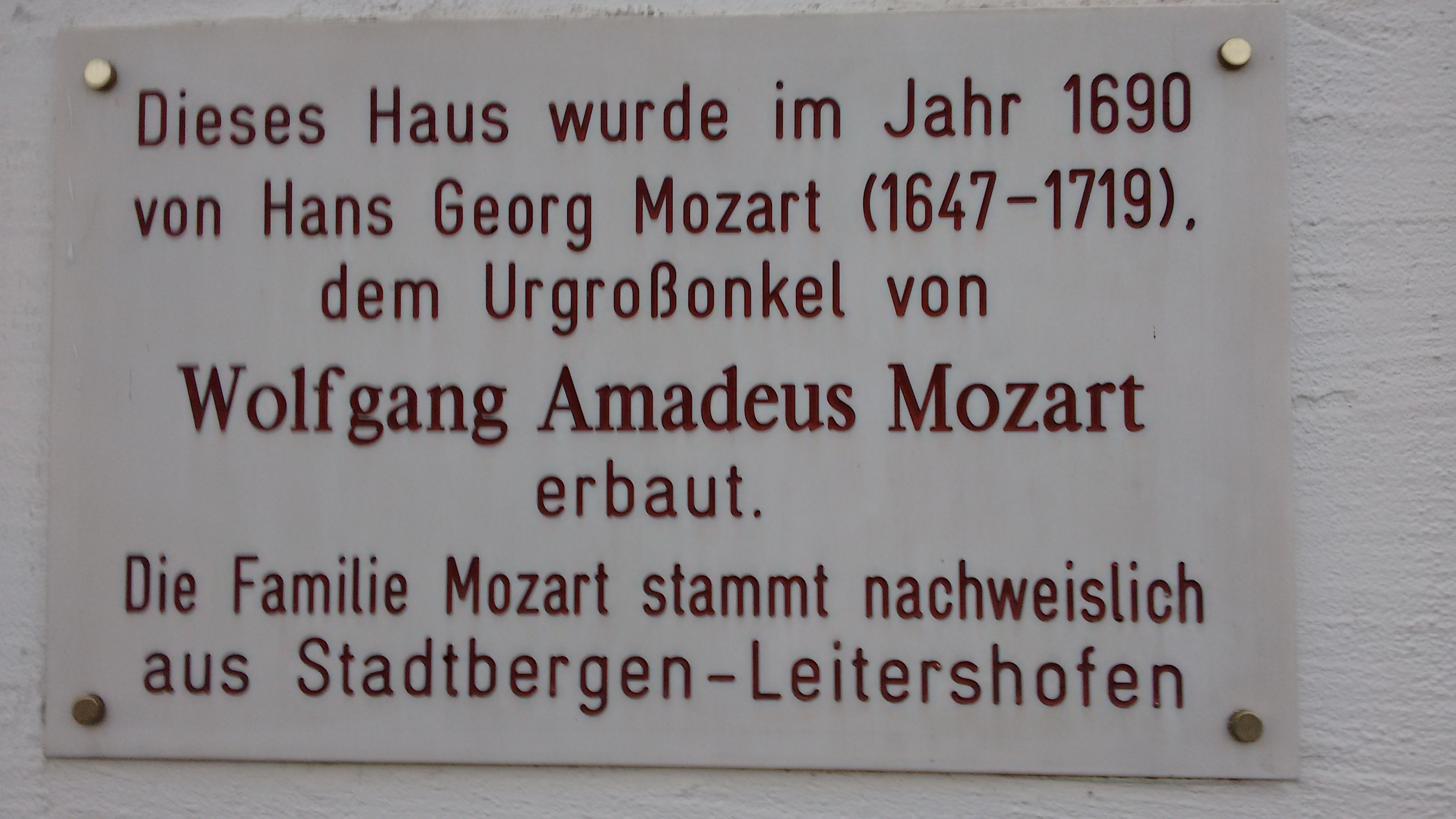
Gedenktafel mit Hinweis auf die Leitershofener Mozarts.

Aus den Nachkommen des Peter Motzhart entstammt Wolfgang Amadeus Mozart. Peters Sohn David zog um 1608 nach Pfersee.

## Stammliste

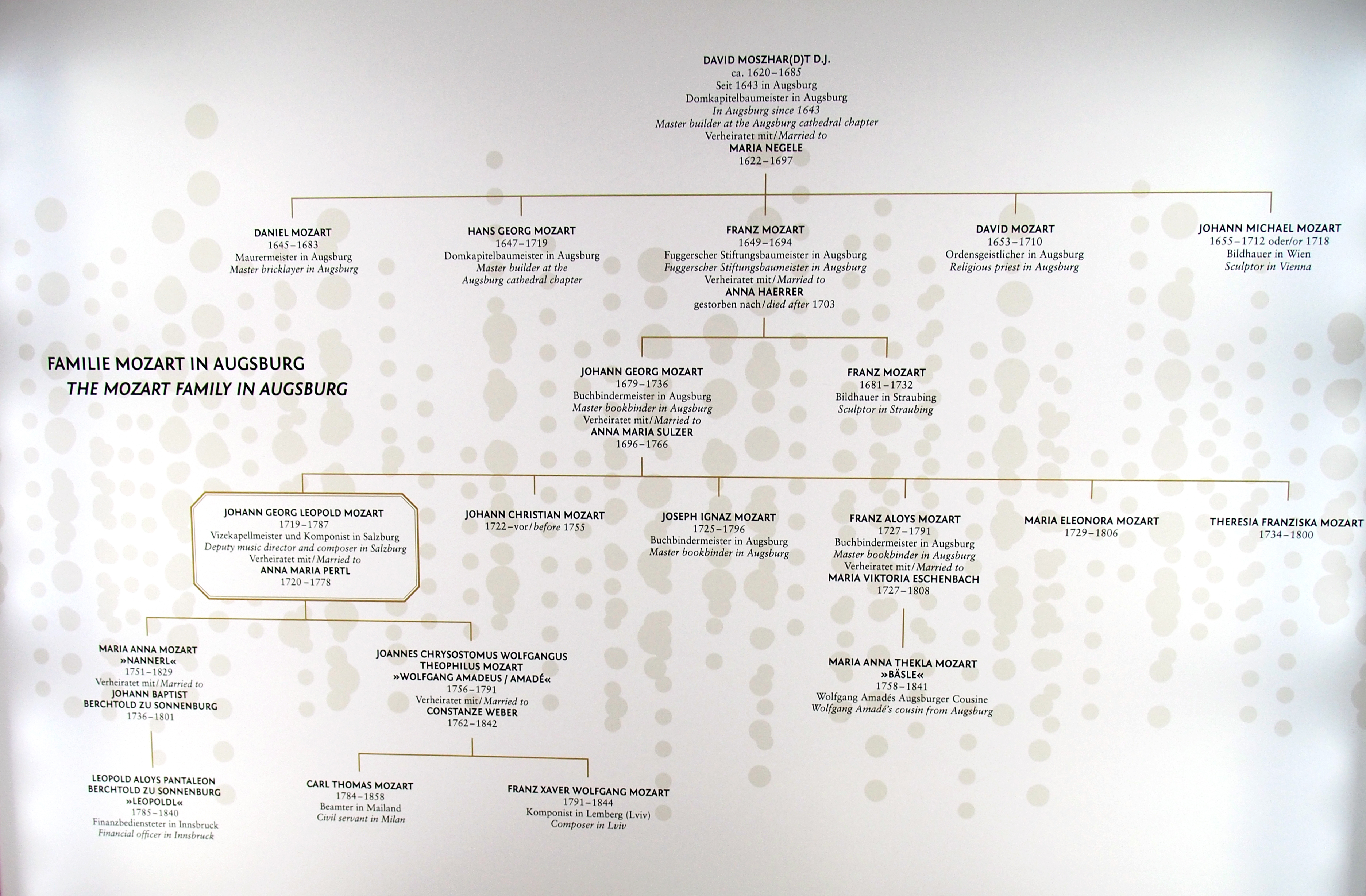
Stammbaum der Mozartfamilie

1. David Moſzhardt († 1625/6), Bauer in Pfersee bei Augsburg
  1. David Mozart (auch Motzhart oder Motzhardt), 1620–1685, Maurer und Baumeister in Augsburg, baute den Turm der Pfarrkirche in Dillingen an der Donau, das als Sommerresidenz der Bischöfe von Augsburg diente; verheiratet mit Maria Negele
    1. Daniel Mozart, 1645–1683, Maurer
    2. Hans Georg Mozart, 1647–1719, Maurer und Baumeister, Zunftmeister, baute die Propstei St. Georg in Augsburg, Mitarbeit am Fuggerhaus
    3. Franz Mozart, 1649–1694, Maurer, verheiratet mit Anna Haerrer aus Oberbuch bei Isen
      1. Johann Georg Mozart, 4. Mai 1679 – 19. Februar 1736, Buchbinder in Augsburg,[4] verheiratet in 2. Ehe mit der Augsburgerin Anna Maria Sulzer, 1696–1766
        1. Leopold Mozart, 1719–1787, Komponist, verheiratet mit Anna Maria Pertl aus St. Gilgen, Salzburg
          1. Johann Joachim Leopold Mozart, 18. August 1748 – 2. Februar 1749[5]
          2. Maria Anna Cordula Mozart, 18. Juni 1749 – 24. Juni 1749
          3. Maria Anna Nepomucena Walpurgis Mozart, 13. Mai 1750 – 29. Juli 1750
          4. Maria Anna Walburga Ignatia Mozart, genannt „Nannerl“, 1751–1829. verheiratet mit Johann Baptist Reichsfreiherr Berchtold von Sonnenburg (1736–1801)
            1. Leopold Alois Pantaleon Berchtold zu Sonnenburg, 25. Juli 1785 – 16. Juni 1840, Innsbruck
            2. Johanna Maria Anna Elisabeth, genannt „Jeanette“ Berchtold zu Sonnenburg, 23. Mai 1789 in St. Gilgen – 1. September 1805, Salzburg
            3. Maria Barbara Berchtold zu Sonnenburg, 27. November 1790 – 26.  April 1791, St. Gilgen

          5. Joannes Carolus Amadeus Mozart, 4. November 1752 – 2. Februar 1753
          6. Maria Crescentia Francisca de Paula Mozart, 9. Mai 1754 – 27. Juni 1754
          7. Joannes Chrysostomus Wolfgangus Theophilus, bekannt als Wolfgang Amadeus Mozart, 27. Januar 1756 – 5. Dezember 1791, Komponist, verheiratet mit Constanze Weber aus dem südlichen Schwarzwald
            1. Raimund Leopold, 1783–1783
            2. Carl Thomas, kk. Beamter, 1784–1858
            3. Johann Leopold, 1786–1786
            4. Theresia, 1787–1788
            5. Anna, 1789–1789
            6. Franz Xaver Wolfgang Mozart, Komponist, 1791–1844

        2. Franz Alois Mozart, † 1791, Buchbinder in Augsburg
          1. Maria Anna Thekla Mozart (das „Bäsle“), 1758–1841

        3. 5 weitere Söhne, 2 Töchter

      2. Franz Mozart, 1681–1732, Bildhauer in Straubing

    4. David Mozart 1653–1710, Geistlicher
    5. Johann Michael Mozart, 1655–1718, Bildhauer
    6. 4 weitere Töchter

Überragende Bekanntheit erhielt der Familienname Mozart in seiner Zeit durch den Komponisten Leopold Mozart und insbesondere durch seinen Sohn Wolfgang Amadeus Mozart.